# Socata Rallye

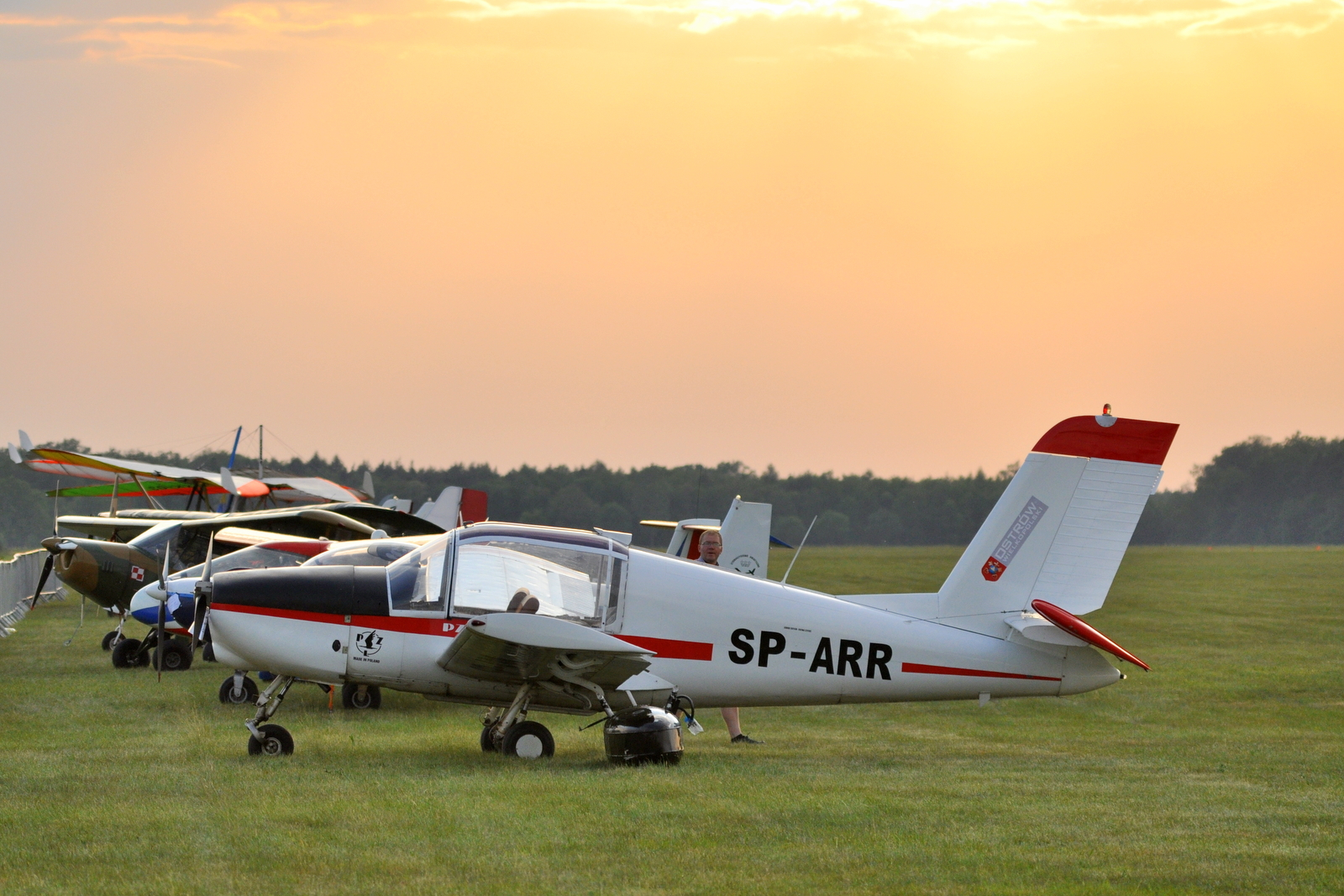
PZL-110 Koliber

De Socata Rallye is een eenmotorig laagdekker sport- en lesvliegtuig, oorspronkelijk op de markt gebracht als MS Rallye en tegenwoordig ook bekend als de PZL Koliber. De Rallye is geleverd met zowel Continental als Lycoming luchtgekoelde viercilinder boxermotoren van 100-235 pk. De Rallye is uitgerust met een grote plexiglas schuifkap die zowel de piloten als de passagiers tijdens de vlucht een uitstekend zicht verschaft. De kap kan tijdens het vliegen op een kier blijven staan voor ventilatie. Instappen gebeurt via de achterkant van de vleugel. De slats aan de voorkant van de vleugel dragen bij aan de goede STOL prestaties van de Rallye, de benodigde startbaanlengte bedraagt slechts 190 meter.

## Geschiedenis

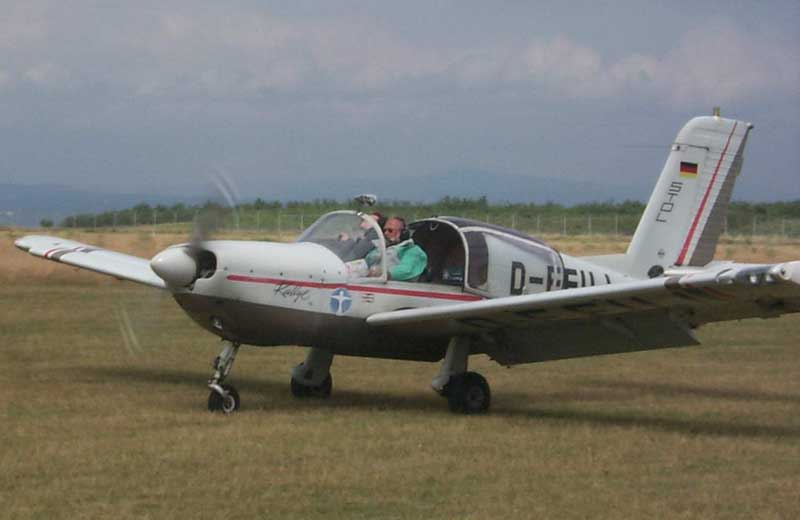
Morane Saulnier Rallye

De Rallye werd ontwikkeld door het Franse bedrijf Morane Saulnier in de jaren 50 van de twintigste eeuw. Vanaf 1966 werd het toestel verder ontwikkeld door Socata. Eind jaren 70 besloot Socata de Rallye in haar productlijn te vervangen door de Socata TB en gaf PZL een licentie voor de bouw van de Rallye.

## Bijzonderheden
De Rallye 150ST wordt veel gebruikt als lesvliegtuig voor het behalen van het RPL of PPL. De besturing geschiedt door middel van een stick, in tegenstelling tot de veel gebruikte yoke. De Rallye is een van de weinige sportvliegtuigen met slats, die automatisch uitklappen als het toestel de overtreksnelheid nadert. Deze slats zorgen voor goede vliegeigenschappen en bestuurbaarheid bij lage snelheden (net boven de overtreksnelheid). Dit maakt het toestel zeer geschikt als sleepvliegtuig voor reclame en zweefvliegtuigen.

## Specificaties

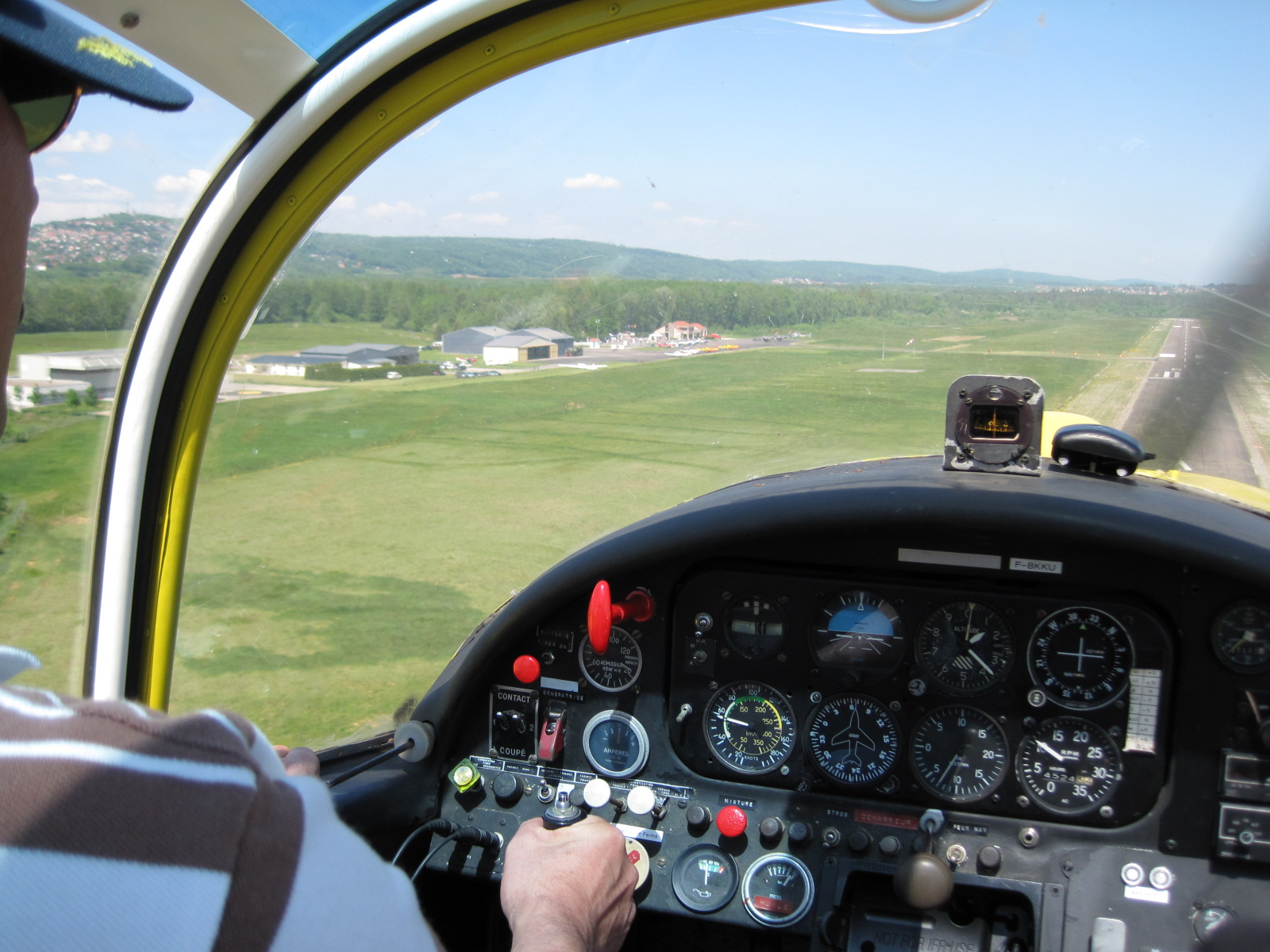
Landing op Aérodrome La Vèze (2011)

- Type: SOCATA Rallye (Meerdere varianten geleverd met motoren van 100 - 235 pk)
- Bemanning: 1
- Passagiers: 3
- Dubbele besturing: 2 × Stick voorste 2 zitplaatsen
- Lengte: 7,24 m
- Spanwijdte: 9,74 m
- Hoogte: 2,80
- Leeggewicht: 570 kg
- Maximum gewicht: 1050 kg
- Motor: 1 × Lycoming O-360-A3A luchtgekoelde viercilinder boxermotor, 134 kW (180 pk)
- Propeller: Tweebladig
- Eerste vlucht: 1959
- Aantal gebouwd: ±3300

Prestaties
- Maximumsnelheid: 240 km/u
- Kruissnelheid: 225 km/u
- Plafond 3600 m
- Klimsnelheid: 3,85 m/s
- Vliegbereik: 1300 km
- Startbaanlengte: 190 m (los van de grond)